# Monaco ai Giochi della XXXIII Olimpiade
Il Principato di Monaco ha partecipato ai Giochi della XXXIII Olimpiade, svoltisi a Parigi dal 26 luglio all'11 agosto 2024, con una delegazione di 6 atleti, 3 uomini e 3 donne, in 5 sport e 6 discipline.
I portabandiera alla cerimonia di apertura sono stati i nuotatori Théo Druenne e Lisa Pou.

## Delegazione
| Sport            | Uomini | Donne | Totale |
| ---------------- | ------ | ----- | ------ |
| Atletica leggera | 0      | 1     | 1      |
| Canottaggio      | 1      | 0     | 1      |
| Judo             | 1      | 0     | 1      |
| Nuoto            | 1      | 1     | 2      |
| Tennistavolo     | 0      | 1     | 1      |
| Totale           | 3      | 3     | 6      |

## Risultati

### Atletica leggera
| Atleta                  | Evento      | Qualificazioni | Qualificazioni | Batteria        | Batteria        | Semifinale      | Semifinale      | Finale          | Finale          |
| Atleta                  | Evento      | Risultato      | Posizione      | Risultato       | Posizione       | Risultato       | Posizione       | Risultato       | Posizione       |
| ----------------------- | ----------- | -------------- | -------------- | --------------- | --------------- | --------------- | --------------- | --------------- | --------------- |
| Marie-Charlotte Gastaud | 100 m piani | 12"41          | 21ª            | non qualificata | non qualificata | non qualificata | non qualificata | non qualificata | non qualificata |

### Canottaggio
| FA   | Qualificato in finale A (per le medaglie)     |
| FB   | Qualificato in finale B (non per le medaglie) |
| FC   | Qualificato in finale C (non per le medaglie) |
| FD   | Qualificato in finale D (non per le medaglie) |
| FE   | Qualificato in finale E (non per le medaglie) |
| FF   | Qualificato in finale F (non per le medaglie) |
| SA/B | Semifinali A/B                                |
| SC/D | Semifinali C/D                                |
| SE/F | Semifinali E/F                                |
| QF   | Qualificato ai quarti di finale               |
| R    | Ripescaggio                                   |

| Atleta             | Evento  | Batteria | Batteria  | Ripescaggio | Ripescaggio | Quarti di finale | Quarti di finale | Semifinali | Semifinali | Finale  | Finale    |
| Atleta             | Evento  | Tempo    | Posizione | Tempo       | Posizione   | Tempo            | Posizione        | Tempo      | Posizione  | Tempo   | Posizione |
| ------------------ | ------- | -------- | --------- | ----------- | ----------- | ---------------- | ---------------- | ---------- | ---------- | ------- | --------- |
| Quentin Antognelli | Singolo | 7'02"15  | 4º R      | 7'10"00     | 1º QF       | 6'58"89          | 5º SC/D          | 7'14"32    | 5º FD      | 6'54"93 | 19º       |

### Judo
| Atleta        | Evento  | 16-esimi             | Ottavi                        | Quarti               | Semifinali           | Ripescaggio          | Med. bronzo          | Finale               | Posizione       |
| Atleta        | Evento  | Avversario Risultato | Avversario Risultato          | Avversario Risultato | Avversario Risultato | Avversario Risultato | Avversario Risultato | Avversario Risultato | Posizione       |
| ------------- | ------- | -------------------- | ----------------------------- | -------------------- | -------------------- | -------------------- | -------------------- | -------------------- | --------------- |
| Marvin Gadeau | +100 kg | Bye                  | A. Granda (CUB) P (0000-0010) | non qualificato      | non qualificato      | non qualificato      | non qualificato      | non qualificato      | non qualificato |

### Nuoto

#### Maschile
| Atleta       | Evento             | Batterie | Batterie  | Semifinali      | Semifinali      | Finale          | Finale          |
| Atleta       | Evento             | Tempo    | Posizione | Tempo           | Posizione       | Tempo           | Posizione       |
| ------------ | ------------------ | -------- | --------- | --------------- | --------------- | --------------- | --------------- |
| Théo Druenne | 800 m stile libero | 8'25"01  | 31º       | non qualificato | non qualificato | non qualificato | non qualificato |

#### Femminile
| Atleta   | Evento             | Finale    | Finale    |
| Atleta   | Evento             | Tempo     | Posizione |
| -------- | ------------------ | --------- | --------- |
| Lisa Pou | 10 km acque libere | 2h07'05"4 | 18ª       |

### Tennistavolo
| Atleta       | Evento  | 64-esimi | 64-esimi | 32-esimi          | 32-esimi | 16-esimi        | 16-esimi        | Ottavi di finale | Ottavi di finale | Quarti di finale | Quarti di finale | Semifinali      | Semifinali      | Finale          | Finale          | Classifica      |
| Atleta       | Evento  | Avver.   | Punt.    | Avver.            | Punt.    | Avver.          | Punt.           | Avver.           | Punt.            | Avver.           | Punt.            | Avver.          | Punt.           | Avver.          | Punt.           | Classifica      |
| ------------ | ------- | -------- | -------- | ----------------- | -------- | --------------- | --------------- | ---------------- | ---------------- | ---------------- | ---------------- | --------------- | --------------- | --------------- | --------------- | --------------- |
| Xiaoxin Yang | Singolo | Bye      | Bye      | H. Matelová (CZE) | P (2-4)  | non qualificata | non qualificata | non qualificata  | non qualificata  | non qualificata  | non qualificata  | non qualificata | non qualificata | non qualificata | non qualificata | non qualificata |